# Ceratocentrus principiensis
Ceratocentrus principiensis är en skalbaggsart som beskrevs av Nylander 2000. Ceratocentrus principiensis ingår i släktet Ceratocentrus och familjen långhorningar.
Artens utbredningsområde är São Tomé. Inga underarter finns listade i Catalogue of Life.